# 4-Hydroxybutylvinylether
4-Hydroxybutylvinylether ist eine chemische Verbindung aus der Gruppe der substituierten Vinylether.

## Gewinnung und Darstellung
4-Hydroxybutylvinylether kann durch Reaktion von 1,4-Butandiol mit Ethin in Gegenwart von Kaliumhydroxid gewonnen werden.

## Eigenschaften
4-Hydroxybutylvinylether ist eine brennbare, schwer entzündbare, lichtempfindliche, farblose bis gelbliche Flüssigkeit mit etherischem Geruch, die löslich in Wasser ist. Das industrielle Produkt wird mit Kaliumhydroxid als Stabilisator in den Handel gebracht.

## Verwendung
4-Hydroxybutylvinylether wird als Baustein für Makromonomere und Monomer für Vinylcopolymere und Zementzusatzstoffe, Reaktivverdünner für UV-härtende Lacke verwendet. Durch die Verbindung können Seitenketten mit abgeschlossenen Hydroxygruppen in Copolymere eingefügt werden.

## Sicherheitshinweise
Die Dämpfe von 4-Hydroxybutylvinylether können mit Luft ein explosionsfähiges Gemisch (Flammpunkt 85 °C, Zündtemperatur 255 °C) bilden.